# Kwabs
Квабена Саркоді Аджепонг (англ. Kwabena Sarkodee Adjepong; нар. 24 квітня 1990, Лондон, Велика Британія) — британський співак та автор пісень, відоміший за сценічним ім'ям Kwabs.

## Біографія

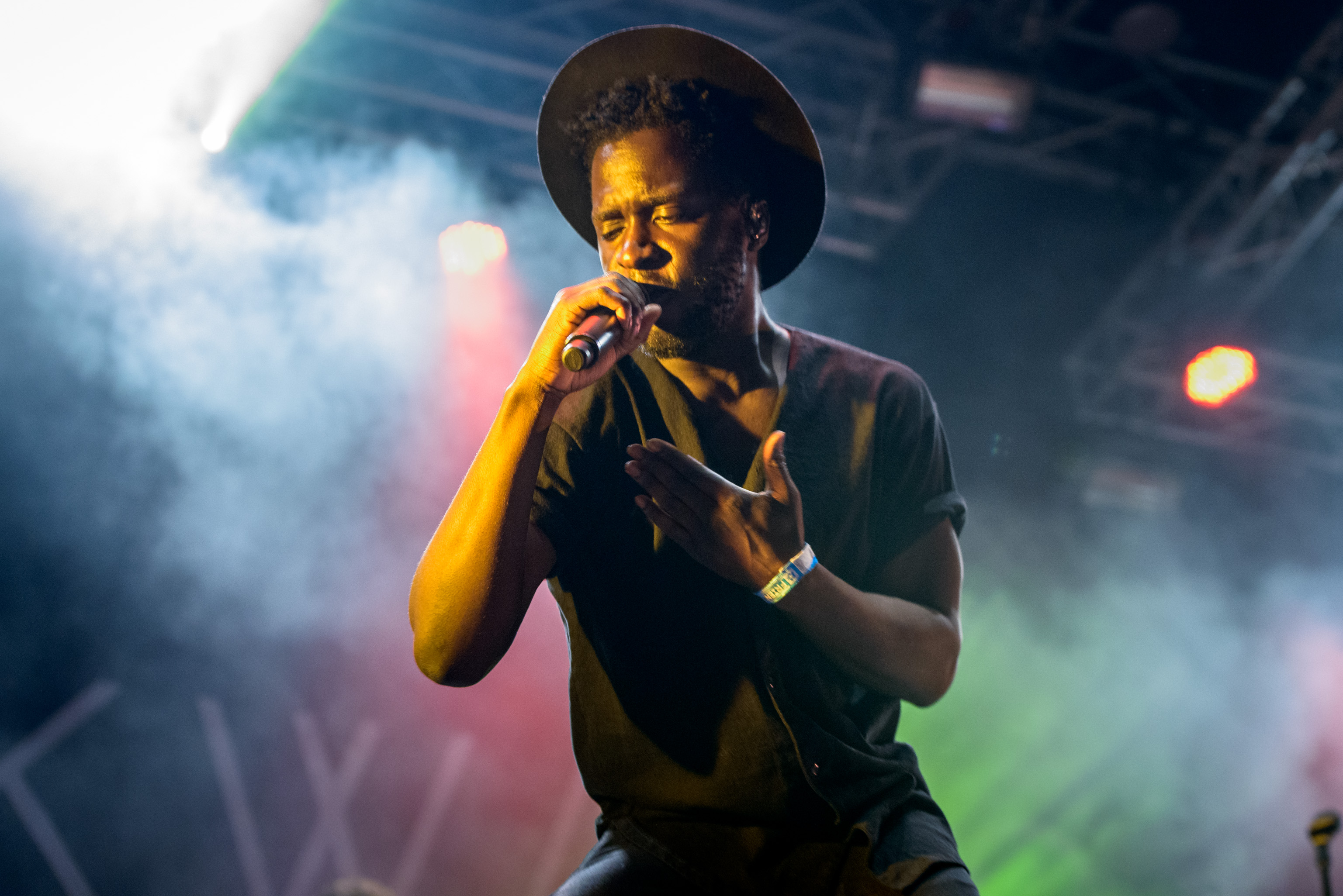
На сцені, 2015

Народився 1990 року в Лондоні у ганійській родині, але виріс в Бермондзі, Південний Лондон. Там вчився у чартерній школі, де вчитель музики Кзанте Сарр залучив його до Національного молодіжного джазового оркестру. Невдовзі став солістом оркестру. Згодом також вивчав джаз у Королівській музичній академії.
2011 року взяв участь у шоу Goldie та став одним з 12-ти учасників, які мали виступити у Букінгемському палаці. 2012 року видав кавер-версії пісень «Like a Star» Корінн Бейлі Рей та «The Wilhelm Scream» Джеймса Блейка, які стали популярними на Youtube. Згодом підписав контракт з Atlantic Records та видав дебютний міні-альбом Wrong or Right.
Наступні міні-альбоми Pray for Love та Walk мають звучання більш орієнтоване на поп. 5 жовтня 2014 року вийшов його найвідоміший сингл «Walk». Хоча пісня не стала популярною у Великій Британії, вона стала дуже популярною в Німеччині, Австрії та Швейцарії, а також в музичних чартах iTunes.
У квітні 2015 року випустив сингл «Perfect Ruin», а 11 вересня — дебютний студійний альбом Love & War.
2016 року виступив на сцені фестивалю Atlas Weekend в Києві.

## Дискографія

### Студійні альбоми
- Love & War (2015)

### Міні-альбоми
- Wrong or Right (2014)
- Pray for Love (2014)
- Walk (2014)

### Сингли
- Walk (2014)

## Відеокліпи
| Рік  | Назва            |
| ---- | ---------------- |
| 2014 | «Wrong or Right» |
| 2014 | «Pray for Love»  |
| 2014 | «Walk»           |
| 2015 | «Perfect Ruin»   |
| 2015 | «Fight for Love» |
| 2015 | «My Own»         |
| 2015 | «Cheating on Me» |